# 鄰組
鄰組（日语：／ Tonarigumi）是日本一個以近代五人組為原型，約十戶人為單位所組成的鄰里互助團體，也作為日本的大後方支援了大東亞戰爭。

## 歷史

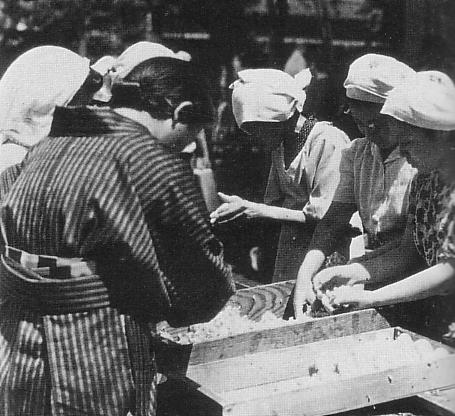
正在煮飯的鄰組

在第二次世界大戰期間，鄰組是日本國民總動員下最底層的一個上意下達兼且互相監視的組織。1935年，在岡田內閣的選舉肅正下，東京市首先視鄰組為選舉肅正下的所屬組織。1938年，訂立了鄰組制度。1940年9月11日，內務省省向各都道府縣下達訓令「部落會町內會等整備要領」，在日本全國各地成立鄰組。在農村地區，鄰組的上級是部落會，城市地區則是町內會，形成「政府→都道府縣知事→市町村長→町内會或部落會→鄰組」的體制，提高一般市民的戰意和執行各種戰時的行政事務。隨著戰線擴大，戰時事務的比重逐漸蓋過日常生活，負責居民登記、派發重要生活物資、推銷國債、鼓勵儲蓄、勞動、歡送出征士兵、防空活動（水桶傳遞和竹槍訓練等等）、宣揚戰時政策和戰災的證明等等。鄰組也會定期舉行集會，並且強制要求組員出席，各種資訊和指示的傳達也通過回覽板頻繁地傳達至各家各戶。因此，逐漸演變成居民之間互相監視或干涉對方的私生活，強制連帶責任也使到日常生活變得苦不堪言。儘管如此，鄰組在食糧和衣類等分發事務上發揮了重大的作用，也讓政府能夠有效地作出控制。1942年，鄰組和町內會、部落會都改由大政翼贊會所管轄，來自內務省和警察的指導也與日俱增。1947年5月，鄰組在日本戰敗後因波茨坦命令而解散。鄰組制度在下町推行相對地較順利，在山手和郊外地區則不怎麼樣，除了在日本國內，在菲律賓和印尼爪哇島等日本的殖民地也曾經實行鄰組制度。
鄰組雖然作為政治組織在名義上已經解散，但是現在在日本多個地方仍然以鄰里互助組織的形式保留下來，例如東京都、福岡縣八女市、飯塚市、志免町、添田町、島根縣島田市和靜岡縣函南町等等。2019冠狀病毒病日本疫情爆發後，鄰組般互相監視、舉報的情況在日本變得日益嚴重（自肅警察）。
1940年6月，為了宣傳鄰組制度，推出了由岡本一平作曲、編曲，飯田信夫填詞，德山璉主唱的《鄰組》，戰後改篇成為富士電視台綜藝節目《漂流大爆笑》的主題曲，經kotringo改編的版本則是《謝謝你，在世界角落中找到我》的插曲之一。